# Río Indals
El río Indals (en sueco: Indalsälven ) es un río europeo que discurre por el norte de Suecia y desemboca en el golfo de Botnia. Tiene una longitud aproximada de 430 km y drena una cuenca de 26.720 km² (similar a países como Ruanda o Macedonia). También es conocido como Jämtlandsälven ya que recorre Jämtland o Storsjöälven por ser el emisario principal del lago Storsjön.

## Geografía

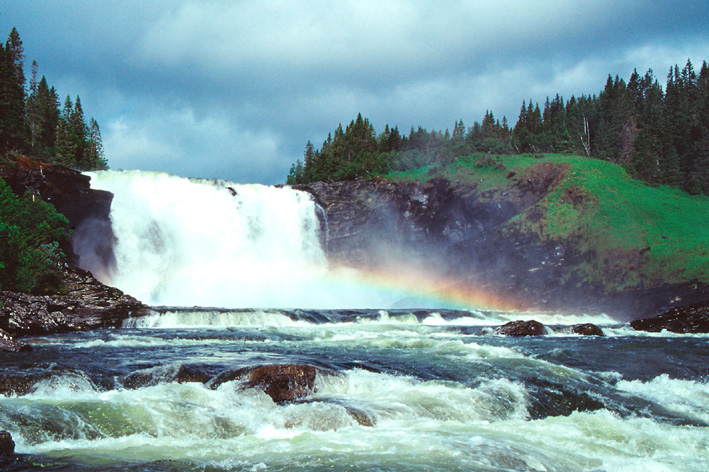
Cascada Tännforsen en el río Indals (Jämtland).

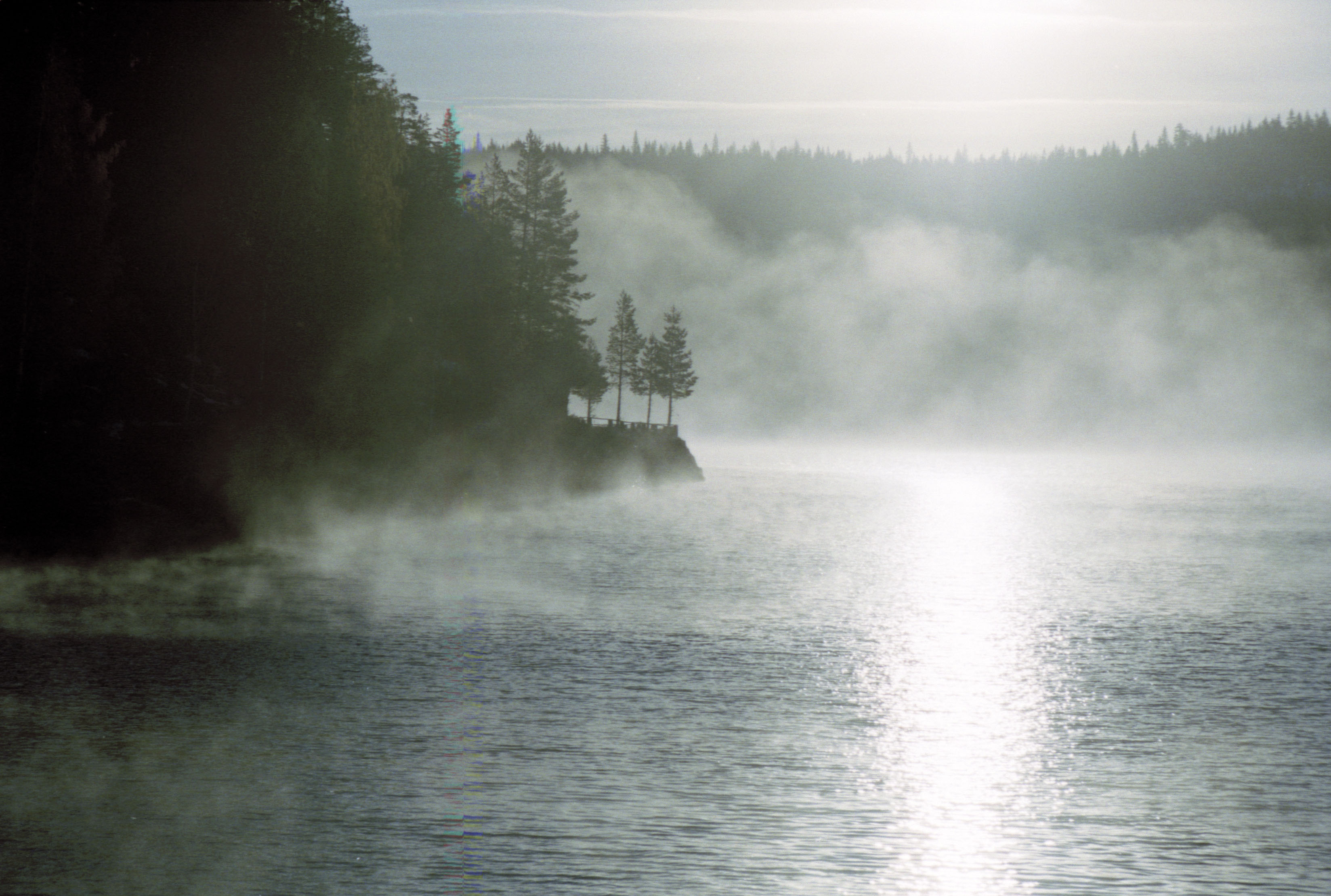
El Indalsälven en la niebla, cerca de la localidad montañosa de Krångede (2007).

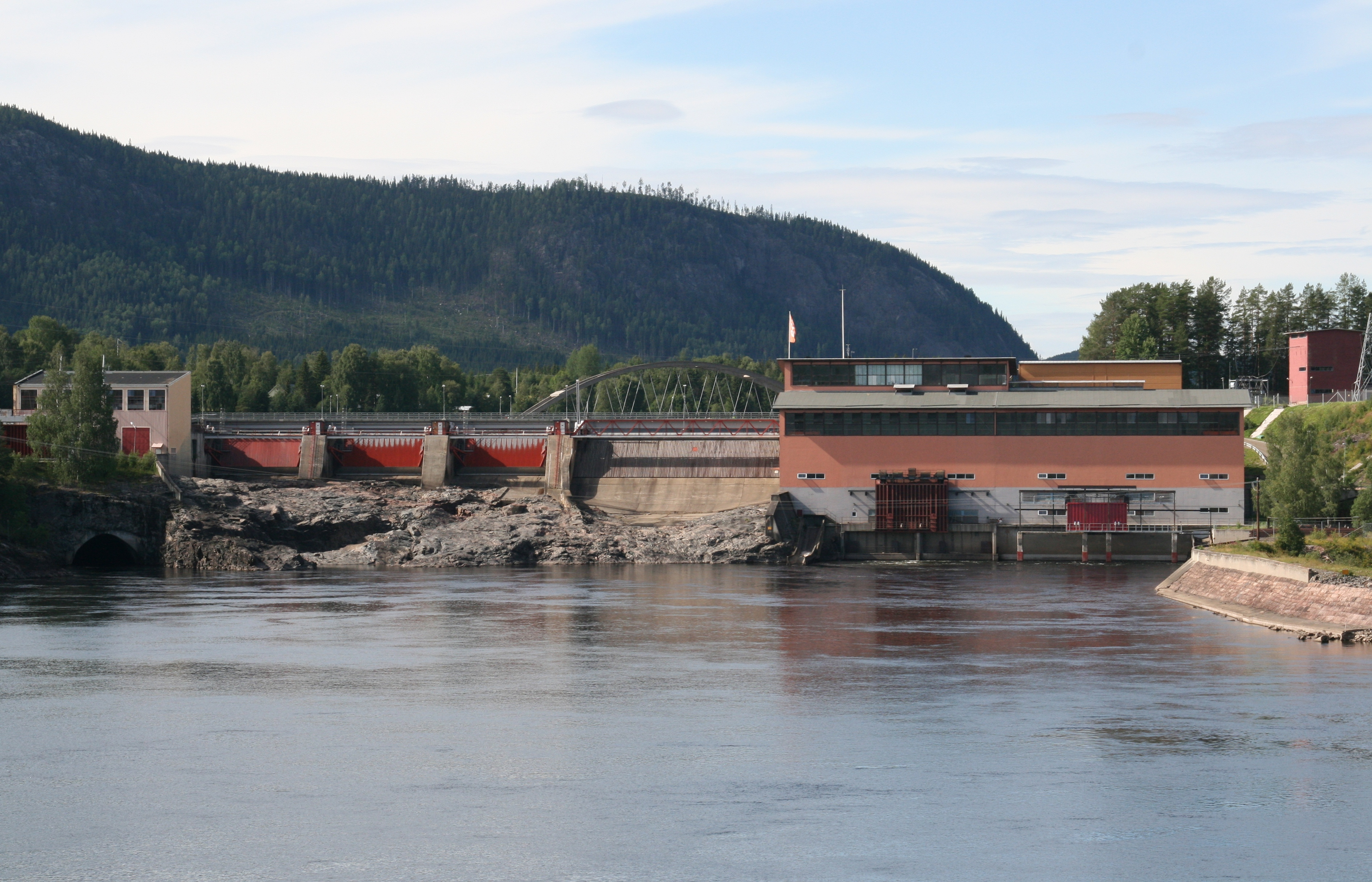
Central en Hammarstrand.

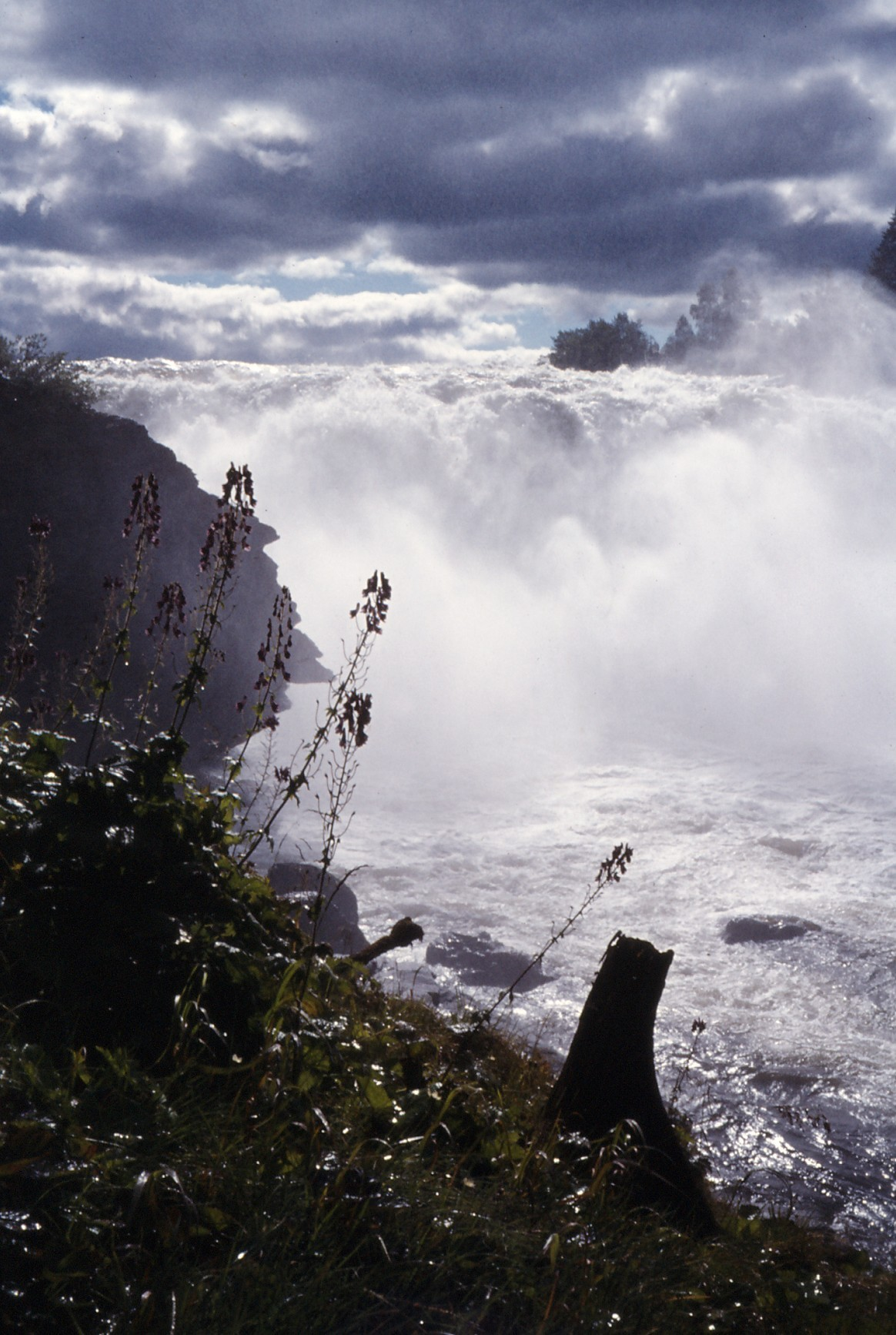
La cascada Rista en Jämtland.

El río Indals nace en el noroeste de Härjedalen, en los Alpes escandinavos, cerca de la frontera sueco-noruega. Discurre en dirección suroeste, a través de la provincia de Jämtland y llega al gran lago Storsjön (464 km², a una altitud de 292 m), cerca de Östersund (43.796 hab. en 2005). Luego entra en la provincia de Västernorrland y desagua en el golfo de Botnia, en el municipio de Timrå, algo al norte de la  ciudad de Sundsvall (49 339 hab. en 2005). 
El río Indals es uno de los cuatro grandes ríos de Norrland, en el norte de Suecia, que está afectado por la construcción de centrales de energía hidroeléctrica, con un total de 26 en su curso, que le convierten en el tercer río de Suecia por potencia eléctrica producida.
Sus principales afluentes son los ríos Kallströmmen, Långan (130 km), Hårkan (184 km) y Ammerån (70 km).  